# Progi i bariery
 Progi i bariery – program publicystyczny w Telewizji Polskiej nadawany w latach 1974–1978.

## Historia

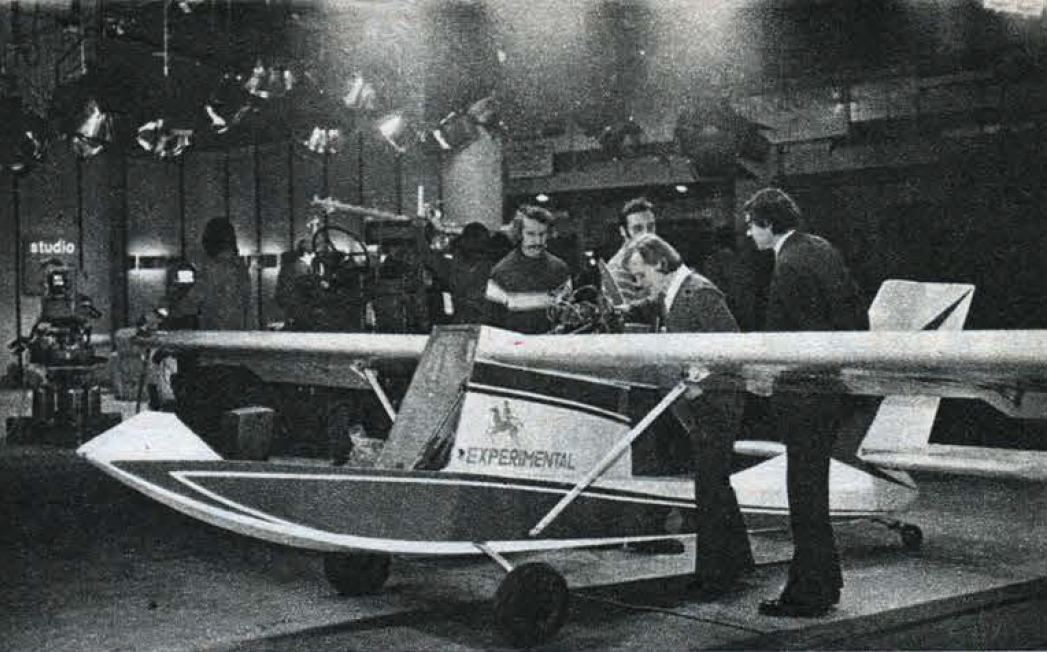
Jarosław Janowski z samolotem podczas programu

Redaktorem programu był Mariusz Walter, prezenterem Tadeusz Sznuk.
Według ogólnopolskich badań sondażowych przeprowadzonych w 1975 r. program oglądało 45% spośród badanych.
Program miał z założenia przedstawiać i propagować wartościowe wzorce osobowe i wyzwalać inicjatywy społeczne Polaków. Zapraszano do programu ludzi z różnych warstw społecznych, np.: jogina, modelarza okrętowego, komendanta Straży Pożarnej, lutnika amatora, iluzjonistę, zespół folklorystyczny. Każdy z zaproszonych do programu gości w ciągu 20 minut miał opowiedzieć o swoim życiu, pracy lub pasji. Uczestnicy starali się swoją opowieścią utrzymać zainteresowanie 19-osobowego jury. Każdy z jurorów miał możliwość zgaszenia swojej lampki, jeśli opowieść, według jego zdania, nie była ciekawa, po wygaszeniu 10 lampek przez jurorów uczestnik musiał zakończyć swoją opowieść i zejść ze sceny. Spośród zwycięzców co miesiąc wybierano jedną, najciekawszą osobę, która otrzymywała tytuł „Telewizyjny Człowiek Miesiąca”. Uczestnikami programu byli m.in.: Jarosław Janowski – konstruktor amator z Łodzi, który zbudował samolot J-1 Prząśniczka w swoim mieszkaniu, w kamienicy na II piętrze, Stanisław Górski – kolejarz z Ustrzyk Dolnych, który w wieku 10 lat nauczył się ćwiczyć jogę od Hindusa, został instruktorem jogi, „Tośtoki” Regionalny Zespół Folklorystyczny.